# Tragelaphus derbianus
L'antilope derbiana (Tragelaphus derbianus (J. E. Gray, 1847)), nota anche come eland (o elano) gigante, è un'antilope tipica delle foreste aperte e della savana. Appartenente alla famiglia dei Bovidi e al genere Tragelaphus, venne descritta per la prima volta nel 1847 da John Edward Gray. Con una lunghezza di 220–290 cm, è la più grande delle antilopi. Ne esistono due sottospecie: T. d. derbianus e T. d. gigas. È erbivora: si nutre di erba, fogliame e ramoscelli. Forma generalmente piccoli branchi composti da 15-25 membri, comprendenti sia maschi che femmine. Le antilopi derbiane non sono territoriali e occupano vasti home range. Di natura vigile e sospettosa, sono piuttosto difficili da avvicinare e osservare. Possono correre fino a 70 km/h e fanno affidamento sulla velocità per difendersi dai predatori. Gli accoppiamenti possono avvenire in qualunque periodo dell'anno, ma si registrano picchi durante la stagione delle piogge. Abitano prevalentemente le savane, le boscaglie e le radure.
L'antilope derbiana è originaria di Camerun, Repubblica Centrafricana, Ciad, Repubblica Democratica del Congo, Guinea, Mali, Senegal e Sudan del Sud. È scomparsa ormai da tempo in Gambia, Ghana, Costa d'Avorio e Togo. La sua presenza è dubbia in Nigeria, Guinea-Bissau e Uganda. Alle due sottospecie sono stati conferiti stati di conservazione diversi dall'Unione Internazionale per la Conservazione della Natura (IUCN).

## Etimologia
Il nome scientifico dell'antilope derbiana, Tragelaphus derbianus, trae origine da tre diverse parole: trágos, élaphos e derbianus. Trágos (τράγος) è un termine greco che significa «capro». Élaphos (ἔλαφος), anch'esso di origine greca, significa «cervo».
L'epiteto specifico derbianus si riferisce a Edward Smith-Stanley, XIII conte di Derby, grazie al quale la specie venne introdotta per la prima volta in Inghilterra tra il 1835 e il 1851. Lord Derby inviò il botanico Joseph Burke a raccogliere animali, sia vivi che morti, in Sudafrica per il suo museo e il suo serraglio. I primi eland introdotti in Inghilterra furono una coppia di antilopi alcine e un esemplare che successivamente verrà identificato come un maschio di antilope derbiana. Tali dettagli furono annotati sulle memorie di Smith-Stanley, Cleanings from the Menagerie at Knowsley Hall, stampate in forma privata.
Sebbene l'antilope derbiana sia solo un po' più grande dell'antilope alcina, l'appellativo «gigante» si riferisce in realtà alle grandi corna. Il nome «eland» è una parola olandese che significa «alce». Probabilmente questa parola è di origine baltica, come sembrerebbe indicare il lituano élnis, che significa «cervo». Tale termine è stato successivamente preso in prestito dal francese (ellan) negli anni '10 del XVII secolo e dal tedesco (elend).

## Tassonomia

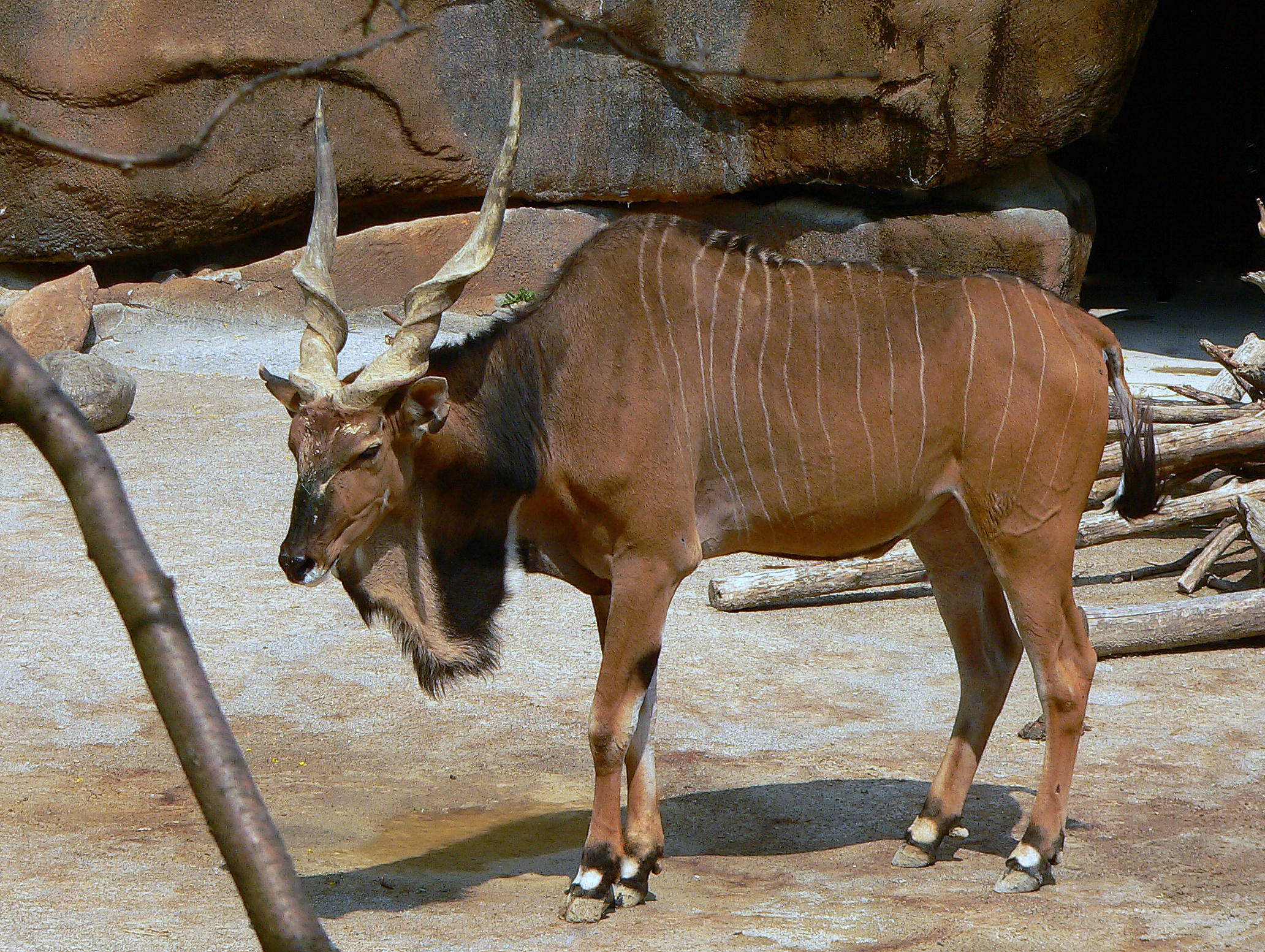
Esemplare di T. d. gigas allo zoo di Cincinnati.

L'antilope derbiana venne descritta per la prima volta nel 1847 da John Edward Gray, uno zoologo britannico, che la chiamò Boselaphus derbianus. All'epoca, veniva chiamata anche «eland dal collo nero» e «Gingi-ganga».
Per lungo tempo l'antilope derbiana è stata classificata nel genere Taurotragus, ma le recenti ricerche di filogenesi molecolare ne hanno confermato l'appartenenza al genere Tragelaphus assieme all'antilope alcina (T. oryx). Insieme al bongo, l'antilope derbiana e l'antilope alcina sono le sole antilopi della tribù Tragelaphini ad aver ricevuto in passato un nome generico diverso da Tragelaphus. Sebbene alcuni autori, come Theodor Haltenorth, considerassero l'antilope derbiana conspecifica dell'antilope alcina, le due vengono di solito considerate due specie separate.
Sono state riconosciute due sottospecie di antilope derbiana:
- T. d. derbianus (J. E. Gray, 1847), l'antilope derbiana propriamente detta, diffusa in Africa occidentale, dal Senegal al Mali;
- T. d. gigas (Heuglin, 1863), l'antilope gigante, diffusa in Africa centrale e orientale, dal Camerun al Sudan del Sud.

## Genetica ed evoluzione
L'antilope derbiana ha 31 cromosomi maschili e 32 cromosomi femminili. Nel corso di uno studio filogenomico sui Tragelaphini, sono state osservate similitudini cromosomiche tra il bue domestico (Bos taurus) e otto specie di antilopi dalle corna a spirale, più precisamente il nyala (Tragelaphus angasii), il cudù minore (T. imberbis), il bongo (T. eurycerus), il tragelafo meridionale (T. sylvaticus), il cudù maggiore (T. strepsiceros), il sitatunga (T. spekii), l'antilope derbiana (T. derbianus) e l'antilope alcina (T. oryx). È stato scoperto che i cromosomi coinvolti nella fusione centrica in queste specie utilizzavano un set completo di sonde fluorescenti di bue generate dalla microdissezione laser. Lo studio ha confermato la presenza della traslocazione cromosomica nota come traslocazione robertsoniana (1;29), un marcatore evolutivo ampiamente diffuso comune a tutte le specie note di Tragelaphini.
Dall'accoppiamento accidentale tra un maschio di antilope derbiana e una femmina di cudù nacque un esemplare di sesso maschile, azoospermico. Le analisi mostrarono che era completamente privo di cellule germinali, produttrici di gameti. Ciononostante, l'ibrido emanava un pungente odore maschile e mostrava il comportamento tipico dei maschi. L'esame dei cromosomi mostrò che i cromosomi 1, 3, 5, 9 e 11 differivano dal cariotipo dei genitori. Una particolare caratteristica intermedia che questo esemplare esibiva erano le orecchie, appuntite come nell'eland ma un po' più allargate come nel cudù. La coda era lunga solo la metà di quella dell'eland, e presentava un ciuffo di peli all'estremità come quella del cudù.
Studi genetici effettuati sugli ungulati della savana africana hanno rivelato la presenza di un refugium risalente al Pleistocene nell'Africa orientale e meridionale, che ospitava anche antilopi derbiane. È stato stimato che l'antilope alcina e l'antilope derbiana si sono separate circa 1,6 milioni di anni fa.

## Descrizione

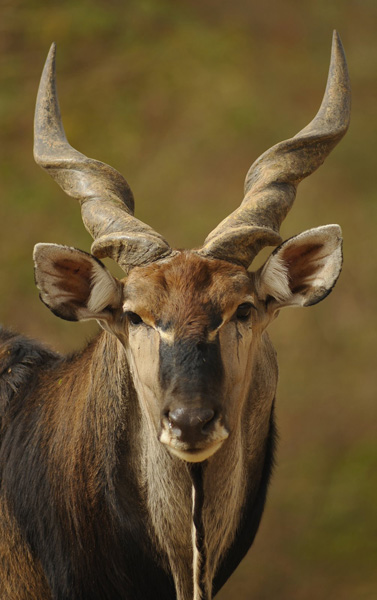
Le antilopi derbiane hanno corna a spirale a forma di «V».

Le antilopi derbiane sono antilopi dalle corna a spirale. Nonostante il nome alternativo di eland gigante, questa specie ha dimensioni simili a quelle dell'antilope alcina (Tragelaphus oryx). Tuttavia, l'antilope derbiana ha dimensioni medie leggermente superiori a quelle dell'alcina e per questo motivo viene considerata l'antilope più grande del mondo. Generalmente ha una lunghezza testa-corpo di 220–290 cm e misura circa 130–180 cm di altezza al garrese. Le antilopi derbiane presentano un certo dimorfismo sessuale, in quanto i maschi sono più grandi delle femmine. Essi pesano 400–1000 kg e le femmine 300–600 kg. La coda è lunga, presenta un ciuffo di peli scuri all'estremità, e misura circa 90 cm di lunghezza. Le antilopi derbiane possono vivere fino a 25 anni in natura e circa 20 anni in cattività.
Il manto, liscio, è di colore variabile dal bruno-rossastro al castano, generalmente più scuro nei maschi che nelle femmine, con 8-12 strisce bianche verticali ben definite sul torso. La colorazione del manto del maschio diviene più scura con l'età. Secondo lo zoologo Jakob Bro-Jørgensen, il colore del manto del maschio può riflettere i livelli di androgeno, un ormone maschile, che sono più elevati durante la stagione degli amori. Prendendo in esame le due sottospecie, T. d. derbianus è caratterizzato da 15 strisce sul corpo, dimensioni inferiori e colorazione rossiccia, mentre T. d. gigas ha dimensioni maggiori, manto color sabbia e 12 strisce sul corpo.
Una cresta di brevi peli neri, particolarmente evidente sulle scapole, si estende dal collo fino a metà del dorso. Le zampe sottili sono leggermente più chiare sulla superficie interna, e presentano segni bianchi e neri appena sopra gli zoccoli. Sulla parte superiore delle zampe anteriori vi sono grandi macchie nere. Sulla testa sono visibili sia uno «chevron» incompleto tra gli occhi che una o due macchie chiare sulle guance; labbra e mento sono bianchi, la fronte è castana e il muso è nero. Una giogaia pendula, più grande nei maschi che nelle femmine, ha origine dalla regione delle guance e giunge fino alla parte alta del petto quando l'animale raggiunge la maturità sessuale; alla sua estremità è presente una frangia di peli. Le grandi orecchie dell'antilope derbiana fungono da segnali visivi. Le antilopi derbiane hanno zampe relativamente più lunghe dell'antilope alcina, nonché segni bianchi e neri più vivaci su zampe e pastorali.
Entrambi i sessi presentano corna spiralate a forma di «V». Esse possono raggiungere i 123 cm nei maschi e i 66 cm nelle femmine. I maschi hanno corna più spesse all'estremità, più lunghe e più divergenti di quelle delle femmine. Queste caratteristiche delle corna suggeriscono che l'antilope derbiana si è evoluta a partire da un antenato in cui le corna giocavano un ruolo importante nella selezione sessuale.

## Distribuzione e habitat

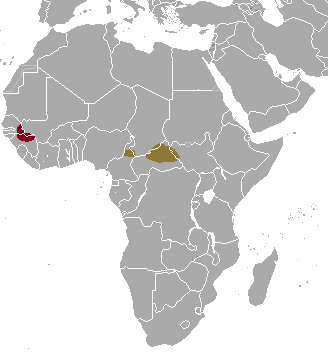
Distribuzione:
Antilope derbiana
Antilope gigante

Le antilopi derbiane vivono nelle savane, nelle boscaglie e nelle radure dell'Africa centrale e occidentale, in due areali distinti occupati da altrettante sottospecie. Vivono anche nelle foreste, nonché al limitare dei deserti. Le antilopi derbiane sono in grado di vivere anche nei deserti, poiché producono escrementi molto secchi. Occupano un areale che si estende dal Sudan del Sud e dalla Repubblica Centrafricana fino al Camerun settentrionale e al Ciad meridionale, nonché in Guinea, Mali e Senegal.
Vivono in luoghi in prossimità di terreni collinari o rocciosi e in quelli vicini a fonti d'acqua. Secondo l'autore scientifico Jonathan Kingdon l'antilope derbiana vivrebbe unicamente nelle savane dove cresce l'Isoberlinia doka, un albero dal legno duro tipico dell'Africa. L'antilope derbiana si è infatti ben adattata a vivere nelle boscaglie ove si sviluppano gli alberi decidui del genere Isoberlinia. Studi recenti hanno dimostrato, tuttavia, che esse vivono anche in boscaglie con alberi dei generi Terminalia, Combretum e Afzelia.
In passato, le antilopi derbiane erano presenti in tutta la fascia relativamente sottile di savana arbustiva che si estende attraverso l'Africa occidentale e centrale dal Senegal al Nilo. Oggi vivono quasi esclusivamente, soprattutto in Senegal, all'interno di parchi nazionali e riserve. L'antilope derbiana propriamente detta vive prevalentemente nel parco nazionale del Niokolo-Koba in Senegal. L'antilope gigante è presente in varie riserve, ad esempio nel parco nazionale del Bénoué, nel parco nazionale del Faro e nel parco nazionale di Bouba-Ndjida in Camerun e nel parco nazionale del Manovo-Gounda St. Floris nella Repubblica Centrafricana. Ne esistono anche vari esemplari in cattività.

## Biologia

### Comportamento
Di abitudini prevalentemente notturne, le antilopi derbiane occupano vasti territori ed effettuano migrazioni stagionali. Formano gruppi separati di maschi e di femmine con i piccoli. I maschi adulti conducono per lo più vita solitaria e spesso trascorrono con le femmine solo un'ora a settimana. Specie gregaria, l'antilope derbiana vive in branchi composti solitamente da 15-25 esemplari (talvolta perfino di più) che non si disgregano durante la stagione delle piogge, suggerendo che la vita di gruppo in questa specie sia correlata più a fattori sociali che ecologici. Durante il giorno, i branchi rimangono spesso al coperto. Così come molti altri animali, le antilopi derbiane grattano gli affioramenti di sale con le corna per ammorbidire il terreno.
Le antilopi derbiane sono vigili e sospettose, il che le rende difficili da avvicinare e osservare o da cacciare. Quando un maschio percepisce un pericolo, emette profondi latrati gutturali mentre abbandona la mandria, ripetendo il processo finché tutto il gruppo non è consapevole del pericolo. Le antilopi derbiane possono spostarsi velocemente, potendo correre a oltre 70 km/h, e nonostante le dimensioni sono eccellenti saltatori, in grado di superare facilmente con un balzo ostacoli di 1,5 m di altezza. Loro principali predatori sono il leone, il coccodrillo del Nilo e la iena macchiata, mentre i giovani, gli esemplari deboli e raramente anche un adulto sano possono essere vulnerabili agli attacchi di leopardi, licaoni e ghepardi. A causa delle grandi dimensioni, costituiscono un'ottima fonte di cibo per i predatori. Tuttavia, non sono una facile preda per nessuno dei loro predatori, e in particolare i maschi, più pesanti e dotati di corna più lunghe, possono trasformarsi in avversari pericolosi perfino per un branco di leoni.

### Alimentazione

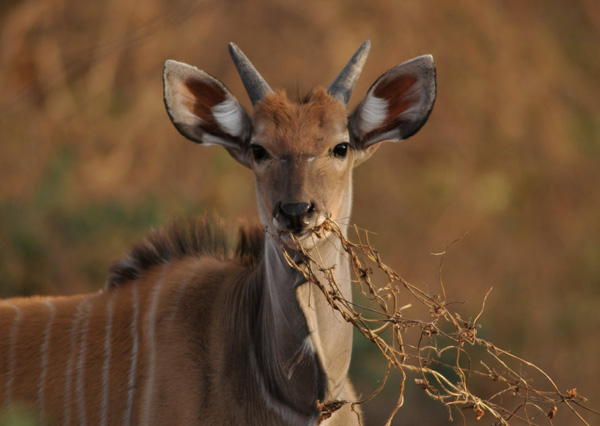
L'antilope derbiana è erbivora.

Prevalentemente erbivora, l'antilope derbiana si nutre di erba e foglie, nonché di altre parti di una pianta. Durante la stagione delle piogge, i vari membri del branco pascolano insieme. Possono mangiare erbe coriacee e rinsecchite quando non è disponibile nulla di meglio. Mangiano anche frutta, come le prugne. Uno studio condotto in Sudafrica ha mostrato che la dieta di un eland è costituita per il 75% da arbusti e per il 25% da erba, con proporzioni altamente variabili. Spesso le lunghe corna vengono usate per spezzare i rami.
Le antilopi derbiane hanno bisogno di assumere acqua con regolarità. È per questo motivo che prediligono i luoghi vicini a fonti d'acqua. Tuttavia, presentano ugualmente alcuni adattamenti che consentono loro di sopravvivere anche in completa assenza di acqua, trattenendone una quantità sufficiente all'interno del corpo. Rispetto ai bovini domestici producono escrementi molto secchi. Nei deserti, possono ricavare l'acqua necessaria dalle piante succulente. Un'altra abitudine che permette loro di conservare acqua è quella di trascorrere il giorno riposando e pascolare la notte, in modo da ridurre al minimo la quantità d'acqua necessaria per rinfrescare il corpo.
Sono stati condotti vari studi sulla dieta dell'eland. Uno di essi, effettuato sugli esemplari presenti nella riserva naturale di Bandia in Senegal, hanno rivelato che le piante preferite e che costituiscono la parte più importante della dieta sono specie dei generi Acacia, Terminalia e Combretum, Azadirachta indica, Danielia olliveri, Lonchocarpus laxiflorus, Maytenus senegalensis, Prosopis africana, Pterocarpus erinaceus, Saba senegalensis e baccelli di Piliostigma thonningii. Un altro studio effettuato nel Sudan del Sud ha dimostrato che le antilopi giganti sembrano prediligere la Cassia tora, la leguminosa più abbondante nella regione.
Nel 2010, è stata effettuata un'analisi istologica delle feci di antilopi derbiane del parco nazionale del Niokolo-Koba e della riserva nazionale di Bandia. In entrambe le analisi, foglie, germogli di specie arboree e frutta sono risultate le tre componenti principali. In minori proporzioni erano presenti erba e foraggi vari, generalmente in percentuali che non superavano il cinque per cento del volume fecale medio. Le antilopi derbiane sono state viste brucare foglie da alberi di Boscia angustifolia, Grewia bicolor, Hymenocardia acida e Ziziphus mauritiana, e mangiare frutti di Acacia e Strychnos spinosa. Nella riserva di Bandia, sono state riscontrate differenze nella dieta correlate con l'età. Da questo studio è stato scoperto che durante la stagione secca l'eland è un brucatore puro, che consuma erba in piccole quantità.

### Riproduzione

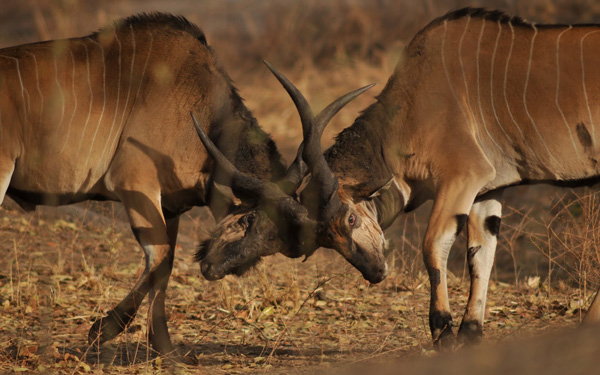
Combattimento tra maschi.

Gli accoppiamenti avvengono in ogni periodo dell'anno, ma si registrano picchi durante la stagione delle piogge. Le femmine raggiungono la maturità sessuale a circa due anni, e i maschi a quattro o cinque anni. Una femmina può rimanere in estro per tre giorni, e il ciclo estrale dura 21-26 giorni. Come in tutte le antilopi, gli accoppiamenti hanno luogo quando vi è maggiore disponibilità di cibo.
Tra i maschi scoppiano lotte per il predominio, durante le quali i maschi serrano le corna e cercano di piegare il collo dell'avversario. Inoltre, durante la stagione degli amori, i maschi strofinano la fronte nell'urina fresca o nel fango. Usano anche le corna per grattare il suolo e ricoprirsi di terra. Le corna dei maschi più anziani sono consumate a causa dello sfregamento contro la corteccia degli alberi. Generalmente non si osservano manifestazioni di aggressività. I maschi dominanti possono accoppiarsi con più femmine. Il corteggiamento è breve, e consiste in una penetrazione e in una sola spinta eiaculatoria.
Dopo il corteggiamento, ha inizio la gestazione, che dura nove mesi. Il parto avviene generalmente di notte, e la madre ingerisce la placenta e gli annessi embrionali. Generalmente nasce un unico piccolo, che rimane con la madre per sei mesi. L'allattamento può protrarsi per quattro o cinque mesi. Dopo i primi sei mesi il piccolo eland si unisce a un gruppo di altri giovani.
Nel corso di uno studio, effettuato in Senegal, sull'allattamento nei piccoli di antilope derbiana e antilope alcina di età compresa tra uno e cinque mesi, è stato visto che il numero di poppate aumentava con l'età dei piccoli. Nei piccoli di antilope alcina allevati in fattoria non è stata riscontrata nessun'altra variazione, ma in quelli di antilope derbiana è stato riscontrato che i maschi poppavano un numero di volte superiore rispetto alle femmine, e che la durata delle poppate era più breve nelle madri primipare che in quelle multipare. I risultati ottenuti dallo studio suggeriscono che le antilopi derbiane che vivono in natura adattano il loro comportamento materno in modo da rimanere vigili per eventuali attacchi da parte di predatori o altri rischi simili. Al contrario, le antilopi alcine allevate nelle fattorie si comportavano come quelle tenute in cattività, senza prendere precauzioni per i predatori.

### Parassiti
Studi condotti sulle feci di antilopi derbiane propriamente dette hanno rivelato la presenza di una nuova specie del genere Eimeria, Eimeria derbani, un parassita del gruppo degli Apicomplexa. La sua sporulazione si protrae per due giorni ad una temperatura di 23 °C. Tale specie si differenzia da E. canna ed E. triffittae, entrambi parassiti dell'antilope alcina (T. oryx). L'antilope derbiana viene parassitata inoltre da Carmyerius spatiosus (un trematode), Taenia crocutae e T. hyaennae (due platelminti).

## Conservazione

### Popolazioni
Nel 1980 l'antilope gigante occupava ancora un areale che andava dalla Nigeria al Sudan e all'Uganda, attraverso Camerun, Ciad, Repubblica Centrafricana e Repubblica Democratica del Congo (ex Zaire). Purtroppo, lo scoppio di un'epidemia di peste bovina (1983–1984) provocò un devastante declino della popolazione del 60-80%. L'antilope gigante, tuttavia, è ancora presente in una vasta area ed è considerata «vulnerabile» (VU) dalla IUCN. Occupa molti ambienti disabitati ostili agli insediamenti umani, soprattutto nelle regioni settentrionali e orientali della Repubblica Centrafricana e nel Sudan del Sud occidentale, dove il numero di esemplari è notevolmente aumentato. Secondo Rod East, nel 1999 vi erano 15000 eland giganti, dei quali 12500 nella Repubblica Centrafricana. Le altre zone dell'areale sono spesso devastate da guerre e altri conflitti, che potrebbero portare a un rapido declino della popolazione se non verranno prese misure di controllo.
L'antilope derbiana propriamente detta si trova in una situazione più grave, ed è considerata «in pericolo critico» (CR) dalla IUCN. Oggi il maggior numero di esemplari vive in Senegal. Nel 1990, ve ne erano circa 1000, dei quali 700-800 presenti nel parco nazionale del Niokolo-Koba e il resto nella regione intorno al fiume Falémé. Nel 2008, in tutto il Senegal, ne rimanevano meno di 200, e appena poche altre vivevano nei Paesi vicini.
Un progetto di conservazione a lungo termine dell'antilope derbiana, utilizzando dati demografici e genetici basati sul continuo monitoraggio della popolazione, si è svolto nelle riserve di Bandia e di Fathala tra il 2000 e il 2009. Nel 2009, la popolazione in semi-cattività era di 54 esemplari (26 maschi e 28 femmine). La probabilità riproduttiva delle femmine è risultata dell'84%, e il tasso di crescita annuo della popolazione dell'1,36. Con l'aumentare degli esemplari, le antilopi furono suddivise in cinque gruppi per l'osservazione. Sebbene il livello medio di inincrocio fosse dello 0,119, all'interno della popolazione venne riscontrata una potenziale diversità genetica (GD) del 92%. Gli autori conclusero che con l'introduzione di nuovi fondatori, la GD potrebbe aumentare enormemente durante i prossimi 100 anni, e suggerirono che con l'allevamento di popolazioni in semi-cattività il numero di antilopi derbiane potrebbe salire di nuovo.

### Minacce

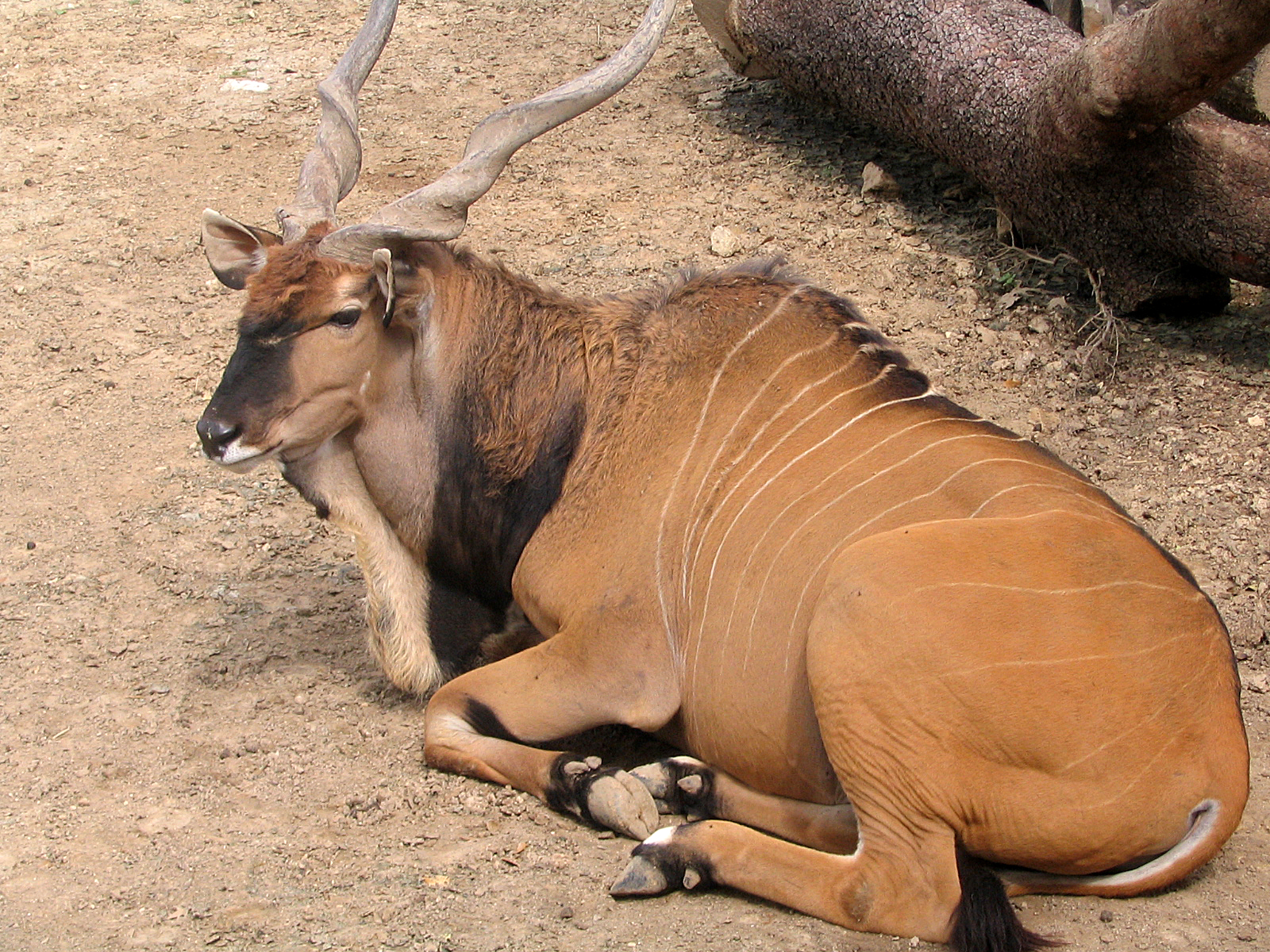
Esemplare allo zoo di Houston.

I fattori che minacciano in maggior modo la popolazione di antilope derbiana propriamente detta sono la caccia incontrollata per le carni, molto gustose, e la distruzione dell'habitat provocata dall'aumento della popolazione umana e delle mandrie di bestiame domestico. Anche l'antilope gigante è minacciata da fattori simili, ma anche cause di origine naturale quali siccità prolungate e la competizione con gli animali domestici hanno contribuito alla riduzione del numero di esemplari. Intere popolazioni di antilope gigante sono già scomparse a causa di epidemie di peste bovina. Inoltre, durante la seconda guerra mondiale, altre guerre civili e i conflitti politici che hanno scosso i Paesi originari di questa specie, l'ambiente naturale è stato gravemente danneggiato.
L'antilope derbiana è già scomparsa in Gambia, Ghana, Costa d'Avorio e Togo. In quest'ultimo Paese, tuttavia, è probabile che l'antilope derbiana non sia mai vissuta, e che gli avvistamenti registrati in passato si riferiscano in realtà a esemplari di bongo (Tragelaphus eurycerus). Nel 1970, si ritiene che la specie sia stata eliminata dall'Uganda, nel corso di operazioni militari. La sua presenza è incerta in Guinea-Bissau e Nigeria.
Oggi l'antilope derbiana sopravvive nel parco nazionale del Niokolo-Koba e nella riserva di caccia di Faheme in Senegal. Le ricerche sul campo hanno dimostrato che il parco nazionale del Niokolo-Koba è un'area ecologicamente ottimale per l'antilope derbiana. Come è stato osservato durante un censimento effettuato nel parco nel 2000, il numero di morti in un decennio è stato di appena 90-150 capi.
L'antilope gigante è presente nei parchi nazionali del Faro, della Bénoué, di Boubandjida, di Bamingui-Bangoran e di Manovo-Gounda St Floris. Popolazioni che si riproducono in cattività si trovano nelle riserve di Bandia e di Fathala in Senegal e presso la White Oak Conservation di Yulee, in Florida (Stati Uniti). Le nascite di eland che si sono avute a White Oak hanno spinto altri Paesi, tra i quali Costa Rica e Sudafrica, a iniziare programmi di riproduzione in cattività.

### Importanza economica
Le antilopi derbiane forniscono una grande quantità di carne tenera e di ottimo cuoio anche se si nutrono di erba di bassa qualità. Costituiscono una vittima prediletta per gli appassionati di caccia grossa e vengono anche abbattute per ricavarne trofei. Il loro latte è relativamente più ricco di proteine e di grassi di quello delle vacche domestiche, il che può spiegare il rapido tasso di sviluppo dei piccoli. All'incirca il latte di antilope derbiana ha un contenuto di grassi triplo e un contenuto di proteine doppio di quello di una vacca. La sua docilità e le caratteristiche suddette ne hanno fatto oggetto di tentativi di addomesticamento in Africa e Russia, ma anche di caccia incontrollata.
Sta ora divenendo evidente che l'antilope derbiana potrebbe essere un animale d'allevamento di valore mediante un piccolo sforzo, dato che esso presenta considerevoli vantaggi rispetto ad altro bestiame domestico. Come è stato detto in precedenza, può sopravvivere meglio del bestiame domestico dove c'è scarsità di acqua ed essa può sopravvivere alimentandosi su pascoli grossolani. In effetti, essa può crescere bene anche cibandosi di piante velenose per il bestiame domestico. Questo è uno degli aspetti principali in favore dell'allevamento delle antilopi al posto di altro bestiame. In effetti si è speso considerevole tempo e molto denaro per cercare di allevare razze di bestiame che possano svilupparsi in zone secche e calde, a volte molto differenti dalle loro sedi originarie. Il bestiame è inoltre soggetto a malattie di cui le antilopi e altri animali cui si dà la caccia sono immuni.